# Roodoogmiertimalia
De roodoogmiertimalia (Phlegopsis nigromaculata) is een zangvogel uit de familie Thamnophilidae (miervogels).

## Verspreiding en leefgebied
Deze soort komt voor in het Amazonegebied en telt vier ondersoorten:
- P. n. nigromaculata: zuidoostelijk Colombia, oostelijk Ecuador, oostelijk Peru, noordelijk Bolivia en amazonisch zuidwestelijk Brazilië.
- P. n. bowmani: amazonisch zuidelijk-centraal Brazilië en centraal Bolivia.
- P. n. confinis: amazonisch oostelijk-centraal Brazilië.
- P. n. paraensis: noordoostelijk Brazilië bezuiden de Amazonerivier.

## Status
De grootte van de populatie is niet gekwantificeerd maar de soort wordt omschreven als vrij algemeen. Op de Rode lijst van de IUCN heeft deze soort de status niet bedreigd.